# Kodomo no hi
Kodomo no hi (こどもの日?) är japanska och betyder barnens dag. Det är en nationell helgdag i Japan som firas den 5 maj varje år för barnens, framför allt pojkarnas, lycka och hälsosamma tillväxt. Helgdagen är en av de mest firade i Japan och ingår i något som kallas Golden Week, en period mellan 29 april och 5 maj där flera helgdagar ingår.

## Historia
Traditionellt firas den femte dagen den femte månaden på året Tango no Sekku (端午の節句?) (Irisfestivalen) eftersom den dagen markerade början på sommaren i den gamla månalmanackan. Det var en festival för pojkar och är även känd som pojkarnas dag. Flickorna firas med Hinamatsuri den tredje dagen den tredje månaden. Efter andra världskriget ändrades den till barnens dag, men många seder och symboler reflekterar tiden då det var pojkarnas dag. Sedan 1948 är barnens dag en nationell helgdag i Japan.

## Firande
Familjer som har pojkar sätter upp koinobori, ett slags vindstrutar i form av karpar utanför huset och sätter upp gogatsu-ningyo, dockor föreställande samurajer inomhus för att driva iväg onda andar och för sina söners framtid.
Man äter ofta mjuka riskakor fyllda med en pasta av söta bönor inrullade i eklöv, kashiwamochi, och chimaki (粽?), riskakor invirade i bambulöv den här dagen.
Barnen brukar bada syobuyu, ett bad med flytande irisblad i vattnet. Hemmen kan även dekoreras med irisblommor som ska hålla ondskan borta.
Såväl karpar, samurajer, iris, ek som bambu symboliserar styrka.

## Samhällsdebatt
Eftersom dagen blivit allmän helgdag och i praktiken endast firar pojkar, har det framförts åsikter att även Hinamatsuri, då flickorna firas ska göras till allmän helgdag.